# Cirsonella consobrina
Cirsonella consobrina är en snäckart som beskrevs av Powell 1930. Cirsonella consobrina ingår i släktet Cirsonella och familjen Skeneidae. Inga underarter finns listade i Catalogue of Life.